# Laffite-Toupière
Laffite-Toupière är en kommun i departementet Haute-Garonne i regionen Occitanien i södra Frankrike. Kommunen ligger i kantonen Saint-Martory som tillhör arrondissementet Saint-Gaudens. År 2022 hade Laffite-Toupière 95 invånare.

## Befolkningsutveckling
Antalet invånare i kommunen Laffite-Toupière
Referens:INSEE